# Instituto das Dominicanas do Espírito Santo

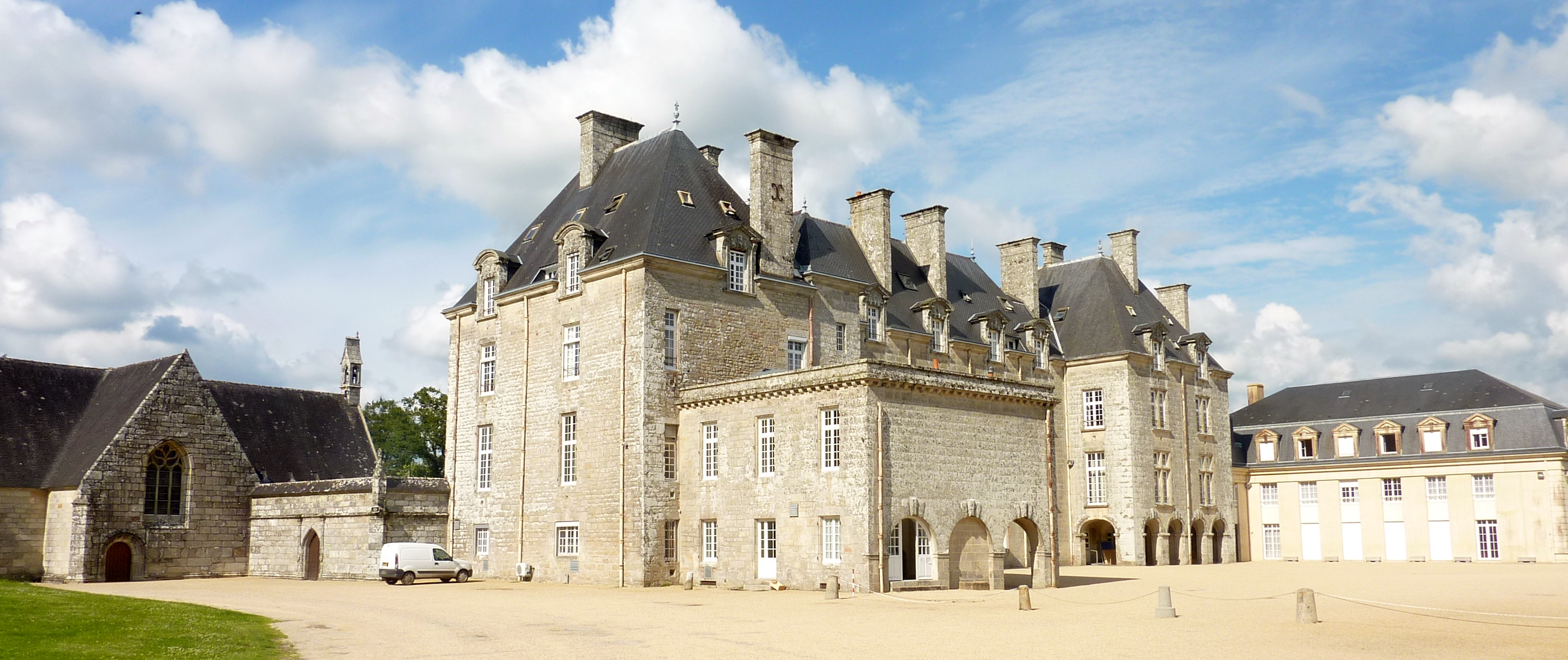
Casa mãe das irmãs, no Château de Pontcallec.

Fundado por Victor Alain-Berto (1900-1968), sacerdote da Diocese de Vannes e membro da Ordem Terceira de S. Domingos, o instituto foi erigido canonicamente em Março de 1943, sob a designação de Fraternité Notre-Dame de Joie du Tiers Ordre de Saint Dominique (Fraternidade de Nossa Senhora da Alegria da Ordem de São Domingos).
O único voto emitido pelas irmãs, membros do instituto, é o da virgindade consagrada. Elas vivem de acordo com as 3 características tradicionais exigidas pela Ordem dos Pregadores: vida comunitária com observância regular, a recitação solene do Ofício Divino e o estudo assíduo da verdade divina. Quanto a actividades exteriores ela está de acordo com as normas da Ordem e destina-se ao anúncio da Verdade.
Actualmente o Instituto dirige estabelecimentos escolares em França (Pontcallec, Nantes, Épinal, Draguignan e Saint-Cloud) e tem 98 membros.